# 托马斯·伊希
托马斯·爱德华·伊希（英语：Thomas Edward Ishee，1965年—）是美国海军中将，担任美国第六舰队和北约海军打击与支援部队的指挥官。他此前于2020年8月3日至2022年7月担任美国战略司令部作战总监。

## 军事生涯
2022年5月，伊希被提名晋升为海军中将，并担任美国第六舰队司令。